# Aillant-sur-Milleron
Aillant-sur-Milleron is een gemeente in het Franse departement Loiret (regio Centre-Val de Loire) en telt 368 inwoners (2005). De oppervlakte bedraagt 27,5 km², de bevolkingsdichtheid is 13,4 inwoners per km².
De onderstaande kaart toont de ligging van Aillant-sur-Milleron met de belangrijkste infrastructuur en aangrenzende gemeenten.

## Demografie
Onderstaande figuur toont het verloop van het inwoneraantal van Aillant-sur-Milleron vanaf 1962. De cijfers zijn afkomstig van het Frans bureau voor statistiek en bevatten geen dubbel getelde personen (volgens de gehanteerde definitie population sans doubles comptes).
Bron: Frans bureau voor statistiek. Cijfers inwoneraantal volgens de definitie population sans doubles comptes (zie de gehanteerde definities)

## Geboren
- Marcel Deprez (1843-1918), natuurkundige en elektrotechnicus

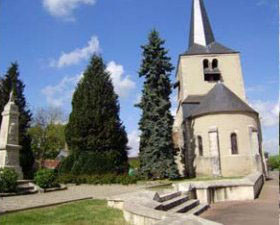
Kerk

1. ↑  Populations de référence 2022.